# ميخائيل دراهومانوف
ميخائيل بيتروفيتش دراهومانوف (بالأوكرانية: Михайло Петрович Драгоманов)، (مواليد 18 سبتمبر 1841 في هادياتش - وتوُفي في 2 يوليو 1895 في صوفيا) كان منظِّرًا سياسيًا أوكرانيًا، واقتصاديًا، ومؤرخًا، وفيلسوفًا، وإثنوغرافيًا وشخصية عامة في كييف.

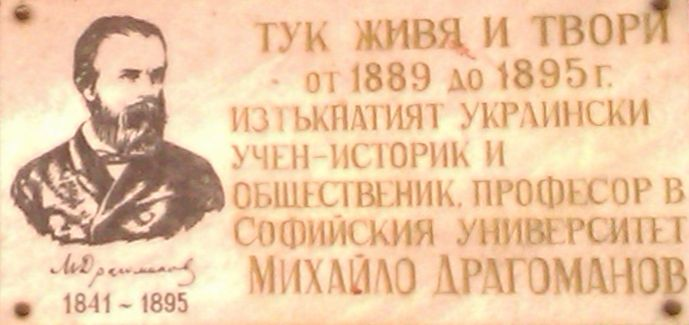
لوحة تذكارية مكرسة لدراهومانوف في صوفيا.

## السيرة الذاتية

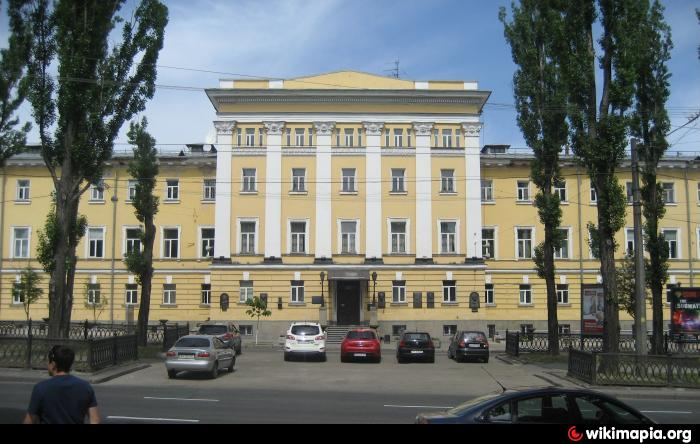
جامعة تاراس شفتشينكو الوطنية في كييف.

وُلِدَ ميخائيل لعائلة نبيلة من بيترو ياكيموفيتش دراهومانوف والذي كان من أصل القوزاق، بدأ ميخايلو دراهومانوف تعليمه في المنزل، ثم درس في مدرسة هادياك ومدرسة بولتافا الثانوية وجامعة تاراس شيفتشينكو الوطنية في كييف. كان أيضًا عمًا للشاعرة الأوكرانية لاريسا كوساش (ليسيا أوكرانكا) وشقيق أولها دراهومانوفا-كوساش (أولينا بتشيلكا). كان عم دراهومانوف؛ ياكيف دراهومانوف، عضوًا في حركة الديسمبريين وسجينًا سياسيًا لمشاركته في الجمعية السرية للسلاف المتحدون. كانت زوجته الممثلة الشهيرة لودميلا دراغومانوفا، أنجبت له ابنة واحدة؛ ليديا شيشمانوفا.
أثناء نقل رفات تاراس شيفتشينكو من سانت بطرسبرغ إلى تاراس هيل، ألقى دراهومانوف خطابًا فوق قبره عندما توقف في كييف.
حاضر دراهومانوف في جامعة كييف من 1870 إلى 1875، ولكن بسبب القمع ضد الحركة الأوكرانية التي بلغت ذروتها في عام 1876 مع Ems Ukaz، اضطر لمغادرة الإمبراطورية الروسية وهاجر إلى جنيف. في الهجرة واصل أنشطته السياسية والعلمية والنشر. بين 1885-1895، كان أستاذًا في جامعة صوفيا لزوج ابنته إيفان شيشمانوف. كتب دراهومانوف أول برنامج سياسي منهجي للحركة الوطنية الأوكرانية. هو نفسه عرّف قناعاته السياسية على أنها "اشتراكية أخلاقية"، وقد تأثر بشدة بالأدب الاشتراكي عندما كان مراهقًا.

## في الأدب
1. Hornowa E. Problemy polskie w twórczości Michala Drahomanowa. – Wroclaw, 1978.
2. Rudnytsky Ivan L. Essays in Modern Ukrainian History / Ed. by P.L. Rudnytsky. – Edmonton: Canadian institute of Ukrainian studies, University of Alberta, 1987. – 499 p. Drahomanov as a Political Theorist – P. 203 – 253. The First Ukrainian Political Program: Mykhailo Drahomanovʼs “Introduction” to Hromada. – P. 255 – 281. Mykhailo Drahomanov and the Problem of Ukrainian-Jewish Relations. – P. 283 – 297.